# Copa de Bélgica de Ciclismo 2016
La 1.ª edición de la Copa de Bélgica de Ciclismo de 2016 fue una serie de carreras de ciclismo en ruta que se realizó en Bélgica. Comenzó el 2 de marzo con Le Samyn y finalizó el 11 de octubre con el Premio Nacional de Clausura.
Forman parte de la clasificación todos los ciclistas profesionales que forman parte del UCI WorldTeam, Profesional Continental y Continental sin límite de nacionalidad estableciendo un sistema de puntuación en función de la posición conseguida en cada clásica y a partir de ahí se crea la clasificación.
La Copa consta de 10 carreras belgas de un día en las categorías 1.1 y 1.HC del UCI Europe Tour, excepto las que declinan estar en esta competición.

## Sistema de puntos
En cada carrera, los primeros 20 corredores ganan puntos y el corredor con la mayor cantidad de puntos en general es considerado el ganador de la Copa de Bélgica. Se llevan a cabo clasificaciones separadas para los mejores jóvenes (sub-23) y el mejor equipo.

### Clasificación individual
| Posición | 1   | 2  | 3  | 4  | 5  | 6  | 7  | 8  | 9  | 10 | 11 | 12 | 13 | 14 | 15 | 16 | 17 | 18 | 19 | 20 |
| Puntos   | 100 | 85 | 72 | 60 | 50 | 45 | 40 | 35 | 30 | 25 | 20 | 18 | 16 | 14 | 12 | 10 | 8  | 6  | 4  | 2  |

### Clasificación de los jóvenes
| Posición | 1   | 2  | 3  | 4  | 5  | 6  | 7  | 8  | 9  | 10 |
| Puntos   | 100 | 85 | 72 | 60 | 50 | 45 | 40 | 35 | 30 | 25 |

### Clasificación por equipos
| Posición | 1  | 2 | 3 | 4 | 5 | 6 | 7 | 8 | 9 | 10 |
| Puntos   | 12 | 9 | 8 | 7 | 6 | 5 | 4 | 3 | 2 | 1  |

## Carreras puntuables
| Clasificación | Clasificación    | Clasificación               | Clasificación     | Clasificación       | Clasificación                        | Clasificación                         |
| Pos.          | Fecha            | Carrera                     | Ganador           | Equipo              | Líder de la clasificación individual | Líder de la clasificación por equipos |
| ------------- | ---------------- | --------------------------- | ----------------- | ------------------- | ------------------------------------ | ------------------------------------- |
| 1.º           | 2 de marzo       | Le Samyn                    | Niki Terpstra     | Etixx-Quick Step    | Niki Terpstra                        | LottoNL-Jumbo                         |
| 2.º           | 18 de marzo      | Handzame Classic            | Erik Baška        | Tinkoff             | Niki Terpstra                        | LottoNL-Jumbo                         |
| 3.º           | 4 de junio       | Flecha de Heist             | Dylan Groenewegen | LottoNL-Jumbo       | Dylan Groenewegen                    | LottoNL-Jumbo                         |
| 4.º           | 22 de junio      | Halle-Ingooigem             | Dries De Bondt    | Verandas Willems    | Dylan Groenewegen                    | Etixx-Quick Step                      |
| 5.º           | 5 de agosto      | Dwars door het Hageland     | Niki Terpstra     | Etixx-Quick Step    | Niki Terpstra                        | Etixx-Quick Step                      |
| 6.º           | 21 de agosto     | Gran Premio Jef Scherens    | Dimitri Claeys    | Wanty-Groupe Gobert | Niki Terpstra                        | Lotto Soudal                          |
| 7.º           | 16 de septiembre | Campeonato de Flandes       | Timothy Dupont    | Verandas Willems    | Dries De Bondt                       | Wanty-Groupe Gobert                   |
| 8.º           | 2 de octubre     | Tour de Eurométropole       | Dylan Groenewegen | LottoNL-Jumbo       | Dylan Groenewegen                    | LottoNL-Jumbo                         |
| 9.º           | 4 de octubre     | Binche-Chimay-Binche        | Arnaud Démare     | FDJ                 | Dylan Groenewegen                    | Lotto Soudal                          |
| 10.º          | 11 de octubre    | Premio Nacional de Clausura | Roy Jans          | Wanty-Groupe Gobert | Timothy Dupont                       | Lotto Soudal                          |

## Clasificaciones Finales

### Individual
| Posición | Ciclista          | Equipo                      | Puntos |
| -------- | ----------------- | --------------------------- | ------ |
| 1.º      | Timothy Dupont    | Verandas Willems            | 373    |
| 2.º      | Dylan Groenewegen | LottoNL-Jumbo               | 330    |
| 3.º      | Dries De Bondt    | Verandas Willems            | 264    |
| 4.º      | Amaury Capiot     | Topsport Vlaanderen-Baloise | 248    |
| 5.º      | Florian Sénéchal  | Cofidis                     | 244    |

### Jóvenes
| Posición | Ciclista         | Equipo           | Puntos |
| -------- | ---------------- | ---------------- | ------ |
| 1.º      | Fernando Gaviria | Etixx-Quick Step | 378    |
| 2.º      | Nils Politt      | Katusha          | 225    |
| 3.º      | Arjen Livyns     | Verandas Willems | 213    |

### Equipos
| Posición | Equipo              | Puntos |
| -------- | ------------------- | ------ |
| 1.º      | Lotto Soudal        | 69     |
| 2.º      | LottoNL-Jumbo       | 58     |
| 3.º      | Wanty-Groupe Gobert | 50     |
| 4.º      | Etixx-Quick Step    | 46     |
| 5.º      | Verandas Willems    | 39     |